# Operation Christmas Drop (filme)
Operation Christmas Drop (Brasil: Missão Presente de Natal) é um filme norte-americano de comédia romântica natalino de 2020 dirigido por Martin Wood e produzido por Gregg Rossen e Brian Sawyer. O filme é estrelado por Kat Graham e Alexander Ludwig e é vagamente baseado na missão humanitária Operation Christmas Drop da Força Aérea dos Estados Unidos na vida real.
O filme foi lançado no dia 5 de novembro de 2020 na Netflix.

## Sinopse
Erica é uma assessora de uma política do Congresso de Washington, DC. Ela está encarregada de investigar uma base da Força Aérea dos Estados Unidos em Guam com a intenção de encontrar um motivo para recomendar seu fechamento. Andrew é o capitão da Força Aérea e é escolhido para mostrar a ela a base da USAF (Força Aérea dos Estados Unidos) e convencê-la de que ela deve permanecer aberta.
A base tem uma tradição anual de transporte aéreo de mercadorias para os cidadãos de Guam no Natal. Andrew mostra a Erica a base e várias ilhas, demonstrando que a tradição vale a pena e que a base não deve ser fechada. O romance entre Erica e Andrew floresce durante esses eventos.

## Elenco
- Kat Graham como Erica
- Alexander Ludwig como Andrew
- Virginia Madsen como congressista Bradford
- Janet Kidder como Tenente Coronel Blaine
- Jeffrey Joseph como Brigadeiro General Hatcher
- Bethany Brown como Sunshine
- Trezzo Mahoro como Joker
- Rohan Campbell como Travis
- Aliza Vellani como Sally
- Aaron Douglas como Sampson
- Xavier de Guzman como John-Michael
- Bruce Best como o irmão de Bruce
- Linden Banks como Haskell
- Eileen Pedde como Anna
- Brittany Willacy como Christina
- Anthony Salas como Big Tone
- Reymundo Villaflor como o varredor

## Produção
Em maio de 2019 foi anunciado que Kat Graham e Alexander Ludwig estrelariam o filme Missão Presente de Natal na Netflix. A produção do filme aconteceu no território norte-americano de Guam. É um dos primeiros filmes filmados em Guam a receber ampla distribuição.

## Distribuição
Missão Presente de Natal foi lançado em 5 de novembro de 2020 na Netflix.

## Recepção
No agregador de resenhas Rotten Tomatoes, o filme tem uma taxa de aprovação de 50% com base em 12 resenhas, com uma classificação média de 5.80/10.